# Via ferrata Marmol
La via ferrata Piero Rossi (ex Marmol) fu completata nel 1967, anche se recentemente sono state ammodernate le attrezzature. Si spinge lungo i precipizi a sud-est della Schiara.
Percorrendo la via ferrata in salita, si faranno i primi 100 metri di dislivello in comune con la Via ferrata Zacchi. La via ferrata permette di raggiungere in circa 3:30 la forcella del Marmol, a circa 2262 m., passando per il bivacco fisso Bocco-Zago (dove c'è la possibilità di pernottamento). Solitamente, comunque, la ferrata viene percorsa in discesa, come prosecuzione della Via ferrata Zacchi e della Via ferrata Berti. La ferrata può anche essere usata per arrivare alla cima del Monte Pelf (dalla forcella Marmol bisogna percorrere il sentiero attrezzato Marino Guardiano).

## Accesso
Dalla città di Belluno passando per il paese di Bolzano Bellunese si arriva in località Case Bortot, dove è disponibile un parcheggio. Di lì si raggiunge a piedi il Rifugio 7º Alpini (sentiero numero 501), in circa 3 ore di cammino e 1000 m di dislivello. Dal rifugio si arriva in circa 40 minuti al cosiddetto "Portòn" (apertura nella roccia), punto di partenza delle vie ferrate Zacchi (segnavia 503) e Rossi (segnavia 514).

## Altre ferrate nella zona
- Via ferrata Gianangelo Sperti
- Via ferrata Luigi Zacchi
- Via ferrata Antonio Berti